# 사이릭스 6x86
사이릭스 6x86(Cyrix 6x86)은 1995년 사이릭스에서 설계 및 출시한 6세대 32비트 X86 마이크로프로세서 라인이다. 팹리스 기업인 사이릭스는 IBM과 SGS-Thomson에서 칩을 제조했다. 6x86은 인텔의 펜티엄 마이크로프로세서 라인의 직접적인 경쟁자로 만들어졌으며 핀 호환이 되었다.
6x86 개발 당시, 대부분의 애플리케이션(사무용 소프트웨어와 게임)은 거의 전적으로 정수 연산을 수행했다. 설계자들은 미래의 애플리케이션이 이러한 명령어 집중을 유지할 가능성이 높다고 예측했다. 따라서 CPU의 가장 유력한 애플리케이션이라고 생각되는 성능을 최적화하기 위해 정수 실행 자원에 대부분의 트랜지스터 예산을 할당했다.
이것은 나중에 전략적인 실수로 판명되었는데, P5 펜티엄의 인기로 인해 많은 소프트웨어 개발자들이 P5 펜티엄의 긴밀하게 파이프라인되고 지연 시간이 짧은 FPU를 활용하기 위해 어셈블리어 코드를 수동으로 최적화하기 시작했기 때문이다. 예를 들어, 기대를 모았던 1인칭 슈팅 게임 퀘이크는 P5 펜티엄의 FPU를 거의 전적으로 중심으로 설계된 고도로 최적화된 어셈블리 코드를 사용했다. 결과적으로 P5 펜티엄은 이 게임에서 다른 CPU보다 훨씬 뛰어난 성능을 보였다.
사이릭스가 내셔널 세미컨덕터에 의해 인수된 후 VIA에 의해 인수된 후에도 6x86은 2000년대 초반까지 생산되었다.

## 역사
이전에 "M1"이라는 코드명으로 알려진 6x86은 1995년 10월 사이릭스에 의해 발표되었다. 출시 당시에는 100 MHz(P120+) 버전만 출시되었지만, 120 MHz(P150+) 버전은 1995년 중반에, 133 MHz(P166+) 모델은 나중에 출시될 예정이었다. 100 MHz(P120+) 6x86은 대량으로 OEM에 칩당 450달러에 공급되었다.
1996년 2월 중순, 사이릭스는 6x86 모델 라인에 P166+, P150+, P133+를 추가한다고 발표했다. 칩을 생산한 IBM도 자체 버전의 칩을 판매할 것이라고 발표했다.
6x86 P200+는 1996년 말에 계획되었으며, 결국 6월에 출시되었다.
M2 (6x86MX)는 1996년 중반에 개발 중이라고 처음 발표되었다. MMX 및 32비트 최적화가 포함될 예정이었다. M2는 레지스터 이름 변경, 비순차적 완료, 투기적 실행과 같은 인텔 펜티엄 프로와 동일한 기능을 일부 포함할 예정이었다. 또한 원래의 6x86과 펜티엄 프로의 16 KB보다 더 큰 64 KB 캐시를 갖출 예정이었다. 1997년 3월 M2 프로세서 라인 출시 시기에 대해 질문을 받았을 때, 사이릭스 UK 사장 브렌든 셰리는 "5월이 될 것이라고 읽었지만, 우리는 처음부터 2분기 후반이라고 말했고, 저는 그것을 달성할 것이라고 꽤 확신합니다."라고 말했다.
6x86L은 원래 6x86 라인의 열 문제를 해결하기 위해 1997년 1월에 처음 출시되었다. 6x86L은 낮은 Vcore 전압을 가졌고 분할 전원 평면 전압 조정기가 필요했다.
1997년 4월에 6x86 프로세서를 사용한 첫 노트북이 판매되었다. 타이거다이렉트에서 판매되었으며 12.1인치 DSTN 디스플레이, 16MB 메모리, 10배속 CD-ROM, 1.3GB 하드 디스크 드라이브를 탑재했으며 기본 가격은 1,899달러였다.
이후 1997년 5월 말 27일에 사이릭스는 1997년 6월 컴퓨텍스 전날 새로운 칩 라인(6x86MX)의 세부 사항을 발표할 것이라고 밝혔다. 시리즈의 저가형 모델인 PR166 6x86MX는 190달러에 판매되었고, 고가형인 PR200 및 PR233 버전은 240달러와 320달러에 판매되었다. 사이릭스의 칩 생산을 담당한 IBM도 자체 버전을 판매할 예정이었다. 사이릭스는 1997년 6월까지 수만 개를 출하하고 연말까지 최대 100만 개를 출하하기를 희망했다. 사이릭스는 또한 1997년 말까지 266 MHz 칩을, 1998년 1분기에 300 MHz 칩을 출시할 것으로 예상했다. 이들은 부동소수점 성능이 약간 향상되어 더하기 및 곱하기 시간을 1/3로 줄였지만 여전히 인텔 펜티엄보다 느렸다. M2는 또한 완전한 MMX 명령어, 원래 16KB보다 큰 64KB 캐시를 갖추고 있으며, 원래 6x86 라인의 3.3V보다 낮은 2.5V 코어 전압을 가졌다.
내셔널 세미컨덕터는 1997년 7월 사이릭스를 인수했다. 내셔널 세미컨덕터는 고성능 프로세서에는 관심이 없었지만 시스템 온 칩 장치에 관심이 있었고 사이릭스의 초점을 미디어GX 라인으로 전환하기를 원했다.
1998년 1월 내셔널 세미컨덕터는 0.25 미크론 공정 기술로 6x86MX 프로세서를 생산했다. 이로써 칩 크기는 150 제곱 밀리미터에서 88로 줄어들었다. 내셔널은 8월까지 MII 및 MediaGX 생산을 0.25로 전환했다.
1998년 9월, 내셔널 세미컨덕터는 사이릭스와의 IBM 라이선스 파트너십을 종료했다고 발표했다. 이는 내셔널이 자체 시설에서 사이릭스 칩 생산을 늘리기를 원했기 때문이며, IBM이 사이릭스의 칩을 생산하는 것이 IBM이 자체 버전의 사이릭스 칩 가격을 자주 낮게 책정하여 수익 손실과 같은 문제를 야기했기 때문이다. 내셔널은 파트너십을 종료하기 위해 IBM에 5,000만~5,500만 달러를 지불할 예정이었고, 이는 다음 해 4월에 종료될 예정이었다. 내셔널은 그 후 칩 생산을 메인주 사우스 포틀랜드에 있는 자체 시설로 이전할 예정이었다.
사이릭스 MII는 1998년 5월에 출시되었다. 이 칩들은 사람들이 기대했던 것과는 달리, 6x86MX의 리브랜딩에 불과하여 큰 기대를 모으지 못했다. 12월 기준으로 이 칩들은 MII-333이 80달러, MII-300이 59달러, MII-266이 55달러, MII-233이 48달러였다.
1999년 5월, 내셔널 세미컨덕터는 상당한 손실로 인해 PC 칩 시장에서 철수하기로 결정하고 사이릭스 CPU 부문을 매물로 내놓았다.
VIA는 1999년 6월 사이릭스 라인을 인수하여 고성능 프로세서 개발을 중단했다. MII-433GP는 사이릭스가 생산한 마지막 프로세서가 되었다. 또한 VIA 인수 이후 6x86/L은 단종되었지만, 6x86MX/MII 라인은 VIA에서 계속 판매되었다.
VIA는 2000년대 초반까지 MII를 계속 생산했다. VIA 사이릭스 MII가 출시되면 단종될 것으로 예상되었다. 그러나 MII는 2003년 중반/후반까지 판매 가능했으며, VIA 웹사이트에서 10월까지 제품으로 표시되었고 네트워크 컴퓨터와 같은 장치에서 계속 사용되었다.

## 아키텍처

사이릭스 6x86 마이크로아키텍처의 간단한 블록 다이어그램

6x86은 슈퍼스칼라와 슈퍼파이프라이닝이며 레지스터 이름 변경, 투기적 실행, 비순차적 명령어 처리, 데이터 의존성 제거를 수행한다. 그러나 센타우르의 윈칩과 마찬가지로 펜티엄 프로와 K5에서 마이크로 오퍼레이션으로 동적 번역 방식을 도입한 경쟁사인 인텔과 AMD와 달리 네이티브 X86 실행과 일반적인 마이크로코드만 계속 사용했다. 6x86은 인텔 P54C 펜티엄과 소켓 호환이 되며, 6가지 성능 수준(PR 90+, PR 120+, PR 133+, PR 150+, PR 166+, PR 200+)으로 제공되었다. 이 성능 수준은 칩 자체의 클럭 속도와 일치하지 않는다 (예: PR 133+는 110MHz에서 실행되고, PR 166+는 133MHz에서 실행되는 등).
내부 캐시와 관련하여 16-KB 기본 캐시와 기본 캐시와 함께 256바이트 완전 연관 명령어 라인 캐시가 포함되어 있으며, 이는 기본 명령어 캐시 역할을 한다.
6x86 및 6x86L은 인텔 P5 펜티엄 명령어 집합과 완전히 호환되지 않으며 멀티 프로세서 기능을 사용할 수 없다. 이러한 이유로 이 칩은 자체적으로 80486으로 식별하며 기본적으로 CPUID 명령어를 비활성화했다. CPUID 지원은 먼저 확장 조건 코드 레지스터를 활성화한 다음 CCR4에서 비트 7을 설정하여 활성화할 수 있었다. 완전한 P5 펜티엄 호환성 부족으로 인해 프로그래머가 P5 펜티엄 전용 명령어를 사용하기 시작하면서 일부 애플리케이션에서 문제가 발생했다. 일부 회사는 자사 제품이 6x86에서 작동하도록 패치를 출시했다.
펜티엄과의 호환성은 타임 스탬프 카운터를 추가하여 P5 펜티엄의 RDTSC 명령어를 지원함으로써 6x86MX에서 개선되었다. 펜티엄 프로의 CMOVcc 명령어 지원도 추가되었다.

## 성능
AMD가 K5 및 초기 K6 프로세서에 대해 했던 것과 마찬가지로, 사이릭스는 PR 등급(성능 등급)을 사용하여 자체 성능을 인텔 P5 펜티엄 (P55C 이전)과 비교했다. 6x86의 P5 펜티엄 대비 클럭당 성능이 더 높았기 때문에 더 높은 클럭의 펜티엄 부품과 비교하여 정량화할 수 있었다. 예를 들어, 133 MHz 6x86은 166 MHz P5 펜티엄과 같거나 더 나은 성능을 보이며, 결과적으로 사이릭스는 133 MHz 칩을 P5 펜티엄 166과 동등한 것으로 마케팅할 수 있었다. 그러나 PR 등급은 6x86의 성능을 전적으로 진실되게 표현한 것은 아니었다.
6x86의 정수 성능은 P5 펜티엄보다 현저히 높았지만, 부동 소수점 성능은 다소 평범했다. 486 FPU 성능의 클럭 사이클당 2~4배(연산 및 정밀도에 따라 다름)였다. 6x86의 FPU는 사이릭스의 이전 고성능 8087/80287/80387 호환 코프로세서 개발에 사용된 회로와 거의 동일했으며, 당시로서는 매우 빨랐다. 사이릭스 FPU는 80387보다 훨씬 빨랐으며, 심지어 80486 FPU보다도 빨랐다. 그러나 새롭고 완전히 재설계된 P5 펜티엄 및 P6 펜티엄 프로-펜티엄 III FPU보다는 여전히 상당히 느렸다. P5/P6 FPU의 주요 특징 중 하나는 FPU 및 정수 명령어의 인터리빙을 설계에 지원한다는 점이었지만, 사이릭스 칩은 이를 통합하지 않았다. 이로 인해 이를 활용하는 게임 및 소프트웨어에서 사이릭스 CPU의 성능이 매우 저조했다.
따라서 클럭별로 매우 빨랐음에도 불구하고 6x86 및 MII는 AMD K6 및 인텔 P6 펜티엄 II가 항상 클럭 속도에서 앞서 있었기 때문에 저가형 시장에서 경쟁해야 했다. 6x86 및 MII의 구세대 "486 클래스" 부동 소수점 장치와 최신 P6 및 K6 칩과 비교하여 최선이었던 정수 섹션이 결합되어 사이릭스는 더 이상 성능 면에서 경쟁할 수 없게 되었다.

## 모델 및 변형

### 6x86
6x86 (코드명 M1)는 1996년 사이릭스에서 출시되었다. 1세대 6x86은 열 문제가 있었다. 이것은 주로 당시 다른 x86 CPU보다 높은 열 발생량 때문에 발생했으며, 따라서 컴퓨터 제조 업체는 때때로 적절한 냉각 장치를 갖추지 않았다. 이 CPU는 최대 약 25 W의 열 발생량을 보였으며 (AMD K6와 유사), 반면 P5 펜티엄은 피크 시 약 15W의 폐열을 발생시켰다. 그러나 두 수치 모두 몇 년 후 많은 고성능 프로세서가 발생하는 열의 일부에 불과할 것이다. 원래 M1 직후 M1R이 출시되었다. M1R은 SGS-Thomson 3M 공정에서 IBM 5M 공정으로 전환되어 6x86 칩 크기가 50% 작아졌다.

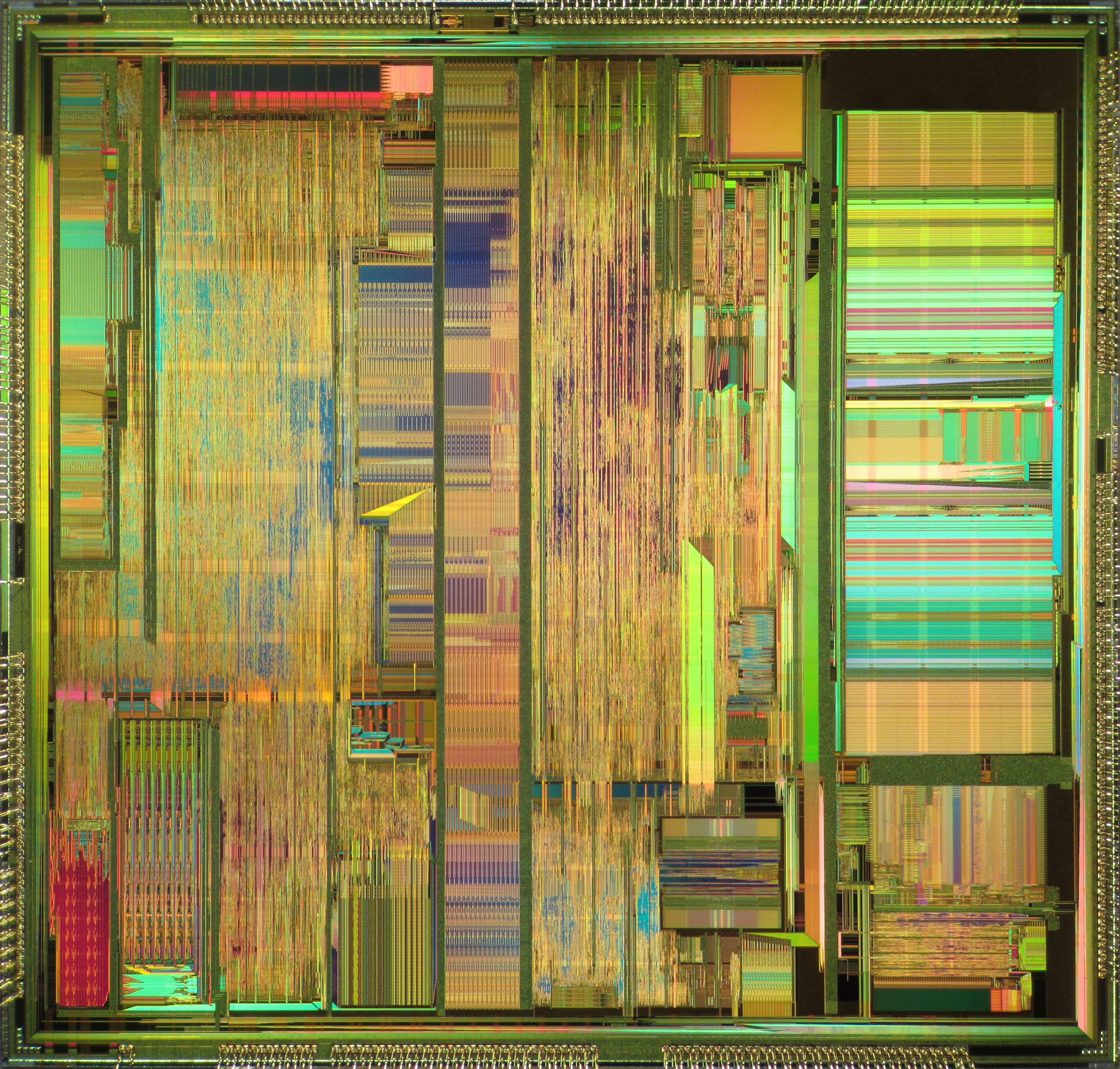
초기 사이릭스 6x86 (M1) 다이샷

### 6x86L
6x86L (코드명 M1L)은 나중에 사이릭스에서 열 문제를 해결하기 위해 출시되었다. L은 저전력을 의미한다. 개선된 제조 기술로 인해 더 낮은 Vcore를 사용할 수 있었다. 펜티엄 MMX와 마찬가지로 6x86L은 I/O 및 CPU 코어에 대해 별도의 전압이 있는 분할 전원 평면 전압 조정기가 필요했다.

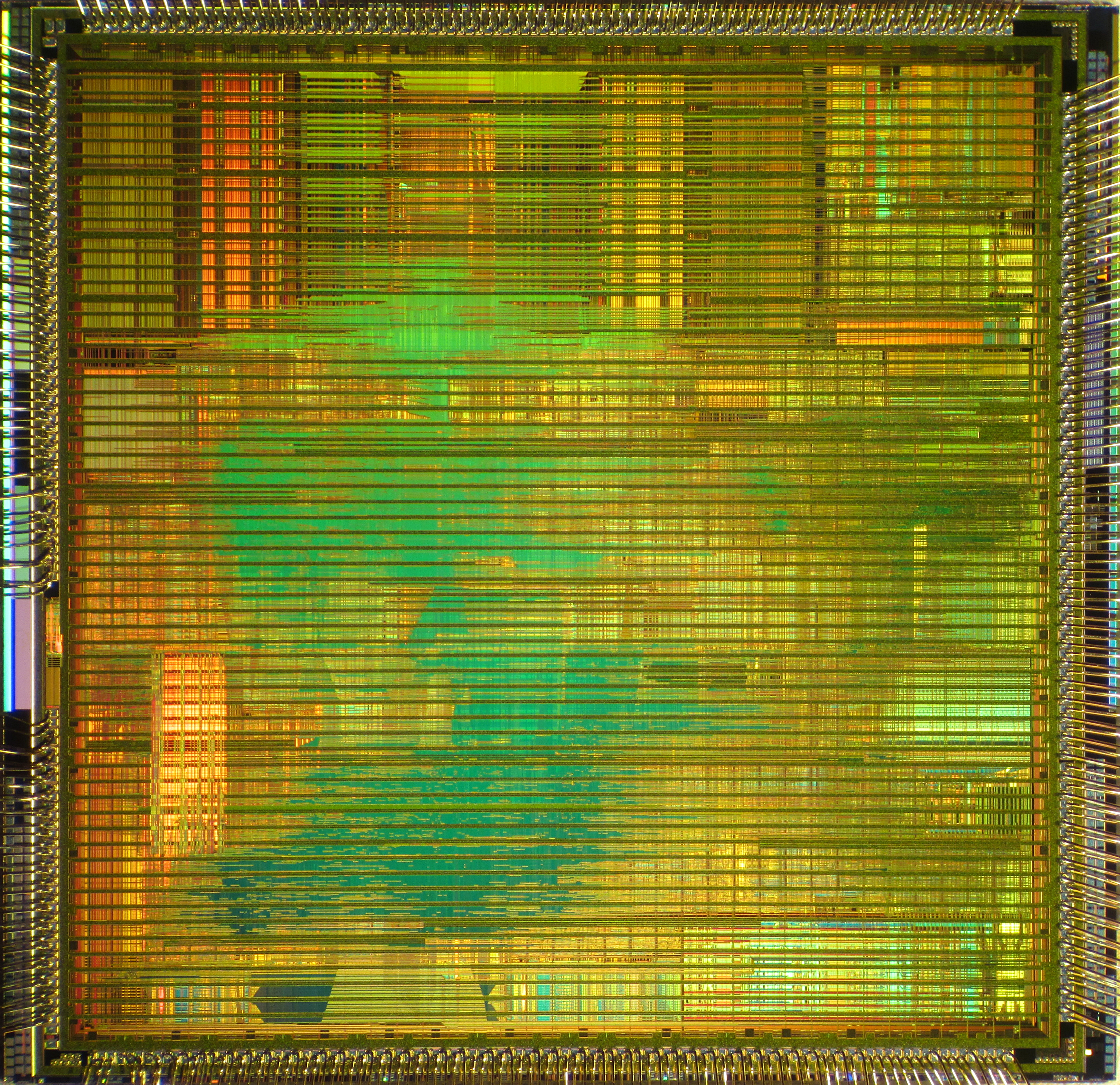
사이릭스 6x86L (M1L) 다이샷

### 6x86MX / MII
또 다른 6x86의 출시인 6x86MX는 MMX 호환성 및 EMMI 명령어 세트를 추가했으며, 타임 스탬프 카운터 및 CMOVcc 명령어를 각각 추가하여 펜티엄 및 펜티엄 프로와의 호환성을 향상시키고 기본 캐시 크기를 64 KB로 4배 증가시켰다. 256바이트 명령어 라인 캐시는 스크래치패드 캐시로 전환하여 멀티미디어 작업 지원을 제공할 수 있다. 이 칩의 후기 개정판은 펜티엄 II 프로세서와 더 잘 경쟁하기 위해 MII로 이름이 변경되었다. 6x86MX / MII는 시장 출시가 늦었고 당시 사용된 제조 공정으로는 클럭 속도가 제대로 확장되지 못했다.

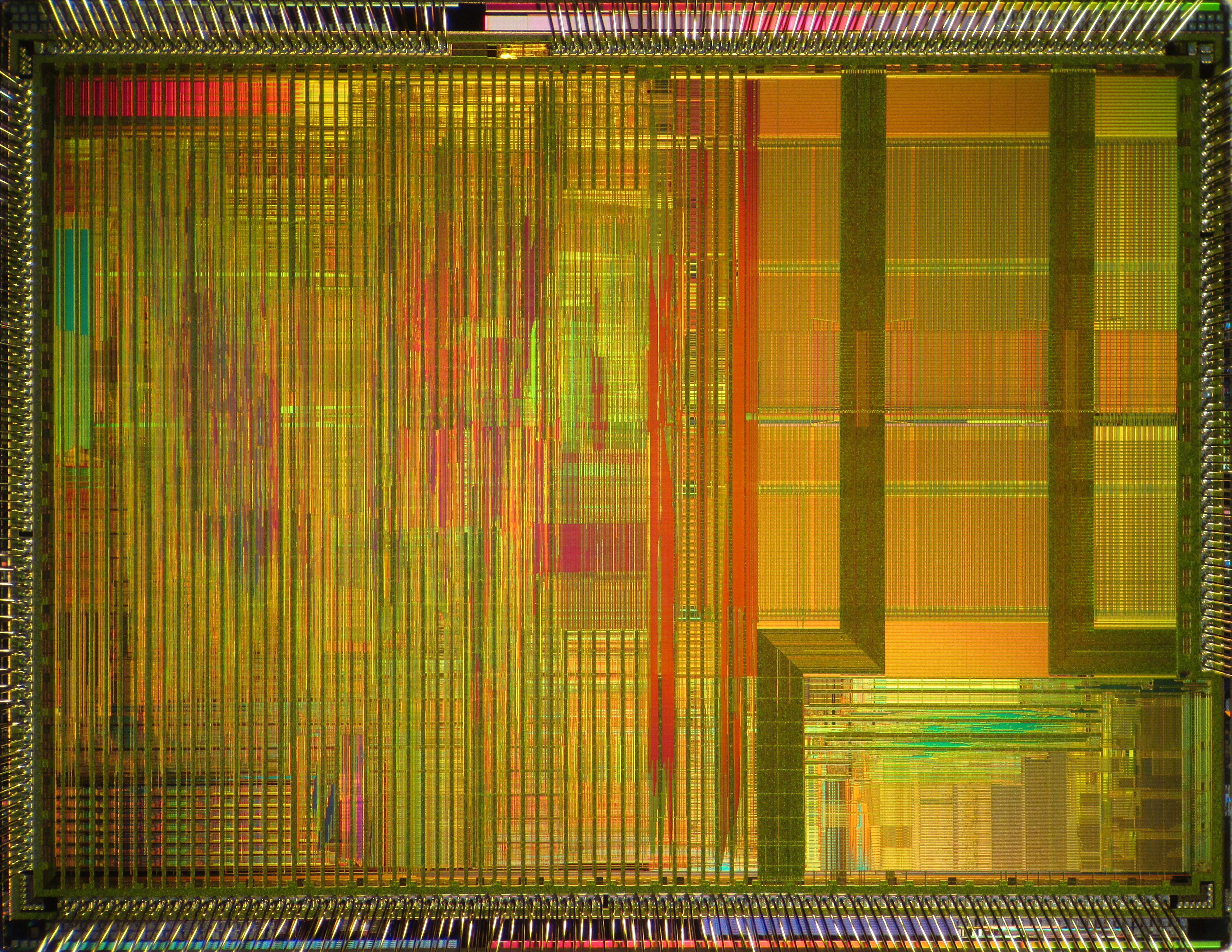
사이릭스 6x86MX (M2) 다이샷

### 모델 표
| 이미지 | 모델                  | 코어 이름            | 공정 크기 (μm) | 다이 면적 (mm2) | 트랜지스터 수 (백만) | 소켓   | 패키지           | 코어 전압        | TDP (W)         | 클럭 속도       | 버스 속도     | L1 캐시 | 가격 (USD)                   | 출시일                       |
| --- | --------------------- | -------------------- | -------------- | --------------- | -------------------- | ------ | ---------------- | ---------------- | --------------- | --------------- | ------------- | ------- | ---------------------------- | ---------------------------- |
| | PR90+                 | M1                   | 0.65           | 394             | 3.0                  | 소켓 7 | CPGA             | 3.3              | 15.5            | 80 MHz          | 40 MHz        | 16 KB   | $84                          | 1995년 11월                  |
| PR120+ | M1                    | 0.65                 | 394            | 3.0             | 소켓 7               | CPGA   | 3.3              | ?                | 100 MHz         | 50 MHz          | 16 KB         | $450    | 1995년 10월                  |                              |
| PR133+ | M1R                   | 0.65                 | 225            | 3.0             | 소켓 7               | CPGA   | 3.3              | 19.1             | 110 MHz         | 55 MHz          | 16 KB         | $326    | 1996년 2월 5일               |                              |
| PR150+ | M1R                   | 0.65                 | 225            | 3.0             | 소켓 7               | CPGA   | 3.3/3.52         | 20.1             | 120 MHz         | 60 MHz          | 16 KB         | $451    | 1996년 2월 5일               |                              |
| PR166+ | M1R                   | 0.65                 | 225            | 3.0             | 소켓 7               | CPGA   | 3.3/3.52         | 21.8             | 133 MHz         | 66 MHz          | 16 KB         | $621    | 1996년 2월 5일               |                              |
| PR200+ | M1R                   | 0.44                 | ?              | 3.0             | 소켓 7               | CPGA   | 3.52             | 17.13            | 150 MHz         | 75 MHz          | 16 KB         | $499    | 1996년 6월 6일               |                              |
| | L-PR120+              | M1L                  | 0.35           | 169             | 3.0                  | 소켓 7 | CPGA             | 2.8/3.3          | ?               | 100 MHz         | 50 MHz        | 16 KB   | ?                            | 1997년 1월                   |
| L-PR133+ | M1L                   | 0.35                 | 169            | 3.0             | 소켓 7               | CPGA   | 2.8/3.3          | ?                | 110 MHz         | 55 MHz          | 16 KB         | ?       | 1997년 2월                   |                              |
| L-PR150+ | M1L                   | 0.35                 | 169            | 3.0             | 소켓 7               | CPGA   | 2.8/3.3          | ?                | 120 MHz         | 60 MHz          | 16 KB         | ?       | 1997년 3월                   |                              |
| L-PR166+ | M1L                   | 0.35                 | 169            | 3.0             | 소켓 7               | CPGA   | 2.8/3.3          | 15.98            | 133 MHz         | 66 MHz          | 16 KB         | ?       | 1997년 4월                   |                              |
| L-PR200+ | M1L                   | 0.35                 | 169            | 3.0             | 소켓 7               | CPGA   | 2.8/3.3          | 17.13            | 150 MHz         | 75 MHz          | 16 KB         | ?       | 1997년 4월                   |                              |
| | PR166-MMX             | MII                  | 0.35           | 197             | 6.0                  | 소켓 7 | CPGA             | 2.9/3.3          | ? ?             | 133 MHz 150 MHz | 66 MHz 60 MHz | 64 KB   | $190 ?                       | 1997년 5월 30일 1998년 2분기 |
| PR200-MMX | MII                   | 0.35 (IBM) 0.30 (NS) | 197 156        | 6.0             | 소켓 7               | CPGA   | 2.9/3.3          | ? ?              | 150 MHz 166 MHz | 75 MHz 66 MHz   | 64 KB         | $240 ?  | 1997년 5월 30일 1998년 2분기 |                              |
| PR233-MMX | MII                   | 0.35 (IBM) 0.30 (NS) | 197 156        | 6.0             | 소켓 7               | CPGA   | 2.9/3.3          | ? ?              | 188 MHz 200 MHz | 75 MHz 66 MHz   | 64 KB         | $320 ?  | 1997년 5월 30일 1998년 2분기 |                              |
| PR266-MMX | MII                   | 0.35 (IBM) 0.30 (NS) | 197 156        | 6.0             | 소켓 7               | CPGA   | 2.9/3.3          | ?                | 208 MHz         | 83 MHz          | 64 KB         | $180 ?  | 1998년 3월 19일 1998년 2분기 |                              |
| | MII-300-MMX (*m)      | MII                  | 0.30 0.25      | 156 88          | 6.0                  | 슈퍼 7 | CPGA             | 2.9/3.3 2.2 (*m) | ? ?             | 233 MHz 225 MHz | 66 MHz 75 MHz | 64 KB   | $180 ?                       | 1998년 4월 14일 1999년 1분기 |
| MII-333-MMX (*m) | MII                   | 0.30 0.25            | 156 88         | 6.0             | 슈퍼 7               | CPGA   | 2.9/3.3 2.2 (*m) | ? ?              | 250 MHz         | 100 MHz 83 MHz  | 64 KB         | $180 ?  | 1998년 6월 15일 1999년 3월   |                              |
| MII-350-MMX | MII                   | 0.25                 | 88             | 6.0             | 슈퍼 7               | CPGA   | 2.9/3.3          | ?                | 270 MHz 250 MHz | 90 MHz 83 MHz   | 64 KB         | ? ?     | ? ?                          |                              |
| MII-366-MMX | MII                   | 0.25                 | 88             | 6.0             | 슈퍼 7               | CPGA   | 2.9/3.3          | ?                | 250 MHz         | 100 MHz         | 64 KB         | ?       | 1999년 3월                   |                              |
| MII-400-MMX (*m) | MII                   | 0.18                 | 65             | 6.0             | 슈퍼 7               | CPGA   | 2.2/3.3          | ?                | 285 MHz         | 95 MHz          | 64 KB         | ?       | 1999년 6월                   |                              |
| MII-433-MMX (*m) | MII                   | 0.18                 | 65             | 6.0             | 슈퍼 7               | CPGA   | 2.2/3.3          | ?                | 300 MHz         | 100 MHz         | 64 KB         | ?       | 1999년 6월                   |                              |
| | SGS-Thomson 6x86 모델 |                      |                |                 |                      |        |                  |                  |                 |                 |               |         |                              |                              |
| ST6x86P90+HS | M1                    | 0.65                 | 394            | 3.0             | 소켓 7               | CPGA   | 3.52             | 17.39            | 80 MHz          | 40 MHz          | 16 KB         | ?       | ?                            |                              |
| ST6x86P120+HS | M1                    | 0.65                 | 394            | 3.0             | 소켓 7               | CPGA   | 3.52             | 19.98            | 100 MHz         | 50 MHz          | 16 KB         | ?       | 1996년 2월 5일               |                              |
| ST6x86P133+HS | M1                    | 0.65                 | 394            | 3.0             | 소켓 7               | CPGA   | 3.52             | 21.46            | 110 MHz         | 55 MHz          | 16 KB         | ?       | 1996년 2월 5일               |                              |
| ST6x86P150+HS | M1                    | 0.65                 | 225            | 3.0             | 소켓 7               | CPGA   | 3.52             | ?                | 120 MHz         | 60 MHz          | 16 KB         | ?       | 1996년 2월 5일               |                              |
| ST6x86P166+HS | M1                    | 0.65                 | 225            | 3.0             | 소켓 7               | CPGA   | 3.52             | ?                | 133 MHz         | 66 MHz          | 16 KB         | ?       | 1996년 2월 5일               |                              |
| ST6x86P200+HS | M1                    | 0.44                 | ?              | 3.0             | 소켓 7               | CPGA   | 3.52             | ?                | 150 MHz         | 75 MHz          | 16 KB         | ?       | ?                            |                              |
| | IBM 6x86 모델         |                      |                |                 |                      |        |                  |                  |                 |                 |               |         |                              |                              |
| 2V2100 GB | M1                    | 0.65                 | 394            | 3.0             | 소켓 7               | CPGA   | 3.3              | ?                | 80 MHz          | 40 MHz          | 16 KB         | ?       | ?                            |                              |
| 2V2P120GC | M1                    | 0.65                 | 394            | 3.0             | 소켓 7               | CPGA   | 3.3              | ?                | 100 MHz         | 50 MHz          | 16 KB         | ?       | ?                            |                              |
| 2V2120 GB | M1R                   | 0.65                 | 394            | 3.0             | 소켓 7               | CPGA   | 3.33             | ?                | 100 MHz         | 50 MHz          | 16 KB         | ?       | ?                            |                              |
| 2V2P150GE | M1R                   | 0.65                 | 225            | 3.0             | 소켓 7               | CPGA   | 3.3/3.52         | ?                | 120 MHz         | 60 MHz          | 16 KB         | ?       | 1996년 2월 5일               |                              |
| 2V2P166GE | M1R                   | 0.65                 | 225            | 3.0             | 소켓 7               | CPGA   | 3.3/3.52         | 21.8             | 133 MHz         | 66 MHz          | 16 KB         | ?       | 1996년 2월 5일               |                              |
| 2V7P200GE | M1R                   | 0.44                 | ?              | 3.0             | 소켓 7               | CPGA   | 3.52             | 14               | 150 MHz         | 75 MHz          | 16 KB         | ?       | 1996년 2월 5일               |                              |
| | 2VAP120 GB            | M1L                  | 0.35           | 169             | 3.0                  | 소켓 7 | CPGA             | 2.8              | ?               | 100 MHz         | 50 MHz        | 16 KB   | ?                            | ?                            |
| 2VAP150 GB | M1L                   | 0.35                 | 169            | 3.0             | 소켓 7               | CPGA   | 2.8              | ?                | 120 MHz         | 60 MHz          | 16 KB         | ?       | ?                            |                              |
| 2VAP166 GB | M1L                   | 0.35                 | 169            | 3.0             | 소켓 7               | CPGA   | 2.8              | ?                | 133 MHz         | 66 MHz          | 16 KB         | ?       | ?                            |                              |
| 2VAP200 GB | M1L                   | 0.35                 | 169            | 3.0             | 소켓 7               | CPGA   | 2.8              | ?                | 150 MHz         | 75 MHz          | 16 KB         | ?       | ?                            |                              |
| | AVAPR166 GB           | MII                  | 0.35           | 197             | 6.0                  | 소켓 7 | CPGA             | 2.9/3.3          | ?               | 133 MHz         | 66 MHz        | 64 KB   | $202                         | 1997년 5월 30일              |
| ? | MII                   | 0.35                 | 197            | 6.0             | 소켓 7               | CPGA   | 2.9/3.3          | ?                | 150 MHz         | 60 MHz          | 64 KB         | ?       | 1997년 5월 30일              |                              |
| BVAPR200 GB | MII                   | 0.35                 | ?              | 6.0             | 소켓 7               | CPGA   | 2.9/3.3          | ?                | 150 MHz         | 75 MHz          | 64 KB         | $369    | 1997년 5월 30일              |                              |
| AVAPR200GA | MII                   | 0.30                 | ?              | 6.0             | 소켓 7               | CPGA   | 2.9/3.3          | ?                | 166 MHz         | 66 MHz          | 64 KB         | ?       | 1998년 2분기                 |                              |
| BVAPR233GC | MII                   | 0.35                 | ?              | 6.0             | 소켓 7               | CPGA   | 2.9/3.3          | ?                | 166 MHz         | 83 MHz          | 64 KB         | $477    | 1997년 5월 30일              |                              |
| AVAPR233 GB | MII                   | 0.30                 | ?              | 6.0             | 소켓 7               | CPGA   | 2.9/3.3          | ?                | 188 MHz         | 75 MHz          | 64 KB         | ?       | 1998년 2분기                 |                              |
| BVAPR233GD | MII                   | 0.30                 | ?              | 6.0             | 소켓 7               | CPGA   | 2.9/3.3          | ?                | 200 MHz         | 66 MHz          | 64 KB         | ?       | 1998년 2분기                 |                              |
| BVAPR266GE | MII                   | 0.35 0.30            | ?              | 6.0             | 소켓 7               | CPGA   | 2.9/3.3          | ?                | 208 MHz         | 83 MHz          | 64 KB         | ?       | 1998년 3월 19일 1998년 2분기 |                              |
| CVAPR300GF (*m) | MII                   | 0.25                 | 119            | 6.0             | 슈퍼 7               | CPGA   | 2.9/3.3          | ?                | 225 MHz         | 75 MHz          | 64 KB         | $217    | 1998년 3월 19일              |                              |
| DVAPR300GF (*m) | MII                   | 0.25                 | 119            | 6.0             | 슈퍼 7               | CPGA   | 2.9/3.3          | ?                | 233 MHz         | 66 MHz          | 64 KB         | ?       | ?                            |                              |
| CVAPR333GF (*m) | MII                   | 0.25                 | 119            | 6.0             | 슈퍼 7               | CPGA   | 2.9/3.3 2.2 (*m) | ?                | 250 MHz         | 83 MHz          | 64 KB         | $299    | 1998년 3월 19일              |                              |
| ? | MII                   | 0.25                 | 119            | 6.0             | 슈퍼 7               | CPGA   | 2.9/3.3          | ?                | 263 MHz         | 75 MHz          | 64 KB         | ?       | ?                            |                              |
| ? - 정보 누락 *m - 노트북 모바일 버전 사용 가능 정보 출처: - https://www.pchardwarelinks.com/586.htm - https://www.cpu-world.com/CPUs/6x86/ - https://www.x86-guide.net/ - http://www.cpu-galerie.de/ |                       |                      |                |                 |                      |        |                  |                  |                 |                 |               |         |                              |                              |

## 같이 보기

### 경쟁사
- 펜티엄, 오리지널
- 펜티엄 II
- AMD K5
- AMD K6
- 라이즈 MP6
- 윈칩

## 추가 자료
- Gwennap, Linley (October 25, 1993). "Cyrix Describes Pentium Competitor" 마이크로프로세서 보고서.
- Gwennap, Linley (December 5, 1994). "Cyrix M1 Design Tapes Out". 마이크로프로세서 보고서.
- Gwennap, Linley (June 2, 1997). "Cyrix 6x68MX Outperforms AMD K6". 마이크로프로세서 보고서.
- Slater, Michael (February 12, 1996). "Cyrix, IBM Push 6x86 to 133 MHz". 마이크로프로세서 보고서.
- Slater, Michael (October 28, 1996). "Cyrix Doubles x86 Performance with M2". 마이크로프로세서 보고서.

### 사이릭스 데이터시트
- 6x86 (M1/M1R) 안내
- 6x86 (M1/M1R) 기술 개요
- 6x86 (MX) 안내
- 6x86 (MX) 기술 개요
- 6x86 (MII) 기술 개요